# Poço Redondo
Poço Redondo är en kommun i Brasilien.   Den ligger i delstaten Sergipe, i den östra delen av landet, 1 300 km nordost om huvudstaden Brasília. Antalet invånare är 30 877. Arean är 1 212 kvadratkilometer.
Terrängen i Poço Redondo är platt västerut, men österut är den kuperad.
Omgivningarna runt Poço Redondo är huvudsakligen savann. Runt Poço Redondo är det ganska glesbefolkat, med 24 invånare per kvadratkilometer.